# Бежичне мреже
Бежично умрежавање (енгл. wireless networking) представља повезивање рачунара, дигиталних комуникационих уређаја, мрежне опреме и разних других уређаја путем радио таласа. Примењује се на местима где жичану инфраструктуру није могуће поставити или је цена увођења такве структуре превисока. Осим тога, поседује неке особине које представљају велику предност у односу на жичано умрежавање, као што су мобилност клијената, лака могућност проширивања и брзо и јефтино успостављање мреже привременог трајања.
Мобилност клијената се огледа у томе да клијент може наставити коришћење започетог мрежног сервиса током и након премештања изван свог радног окружења. Типичан мобилни клијент је корисник који ради за лаптоп рачунаром. Такав корисник, на пример, може без прекида да настави Интернет сесију коју је започео у конференцијској сали и након одласка у другу просторију која се налази у истој згради.
Лака могућност проширивања представља способност мреже да подржи повећање броја клијената до одређене границе без икаквих улагања у додатну опрему.
Бежичне мреже могу се брзо и лако успоставити на привременим локацијама за време трајања одређених догађаја као што су научни скупови, спортски догађаји, нежељене ванредне ситуације (елементарне непогоде, оружани сукоби и слично) и разни други скупови и догађаји. Пошто такви догађаји намећу потребу за мрежом веома брзе реализације и ограниченог трајања, инсталирање класичне жичане инфраструктуре било би сувише споро и прескупо.

## Станице бежичне мреже
Сви уређаји који међусобно комуницирају путем електромагнетских таласа чинећи бежичну мрежу називају се станицама. Свака станица је опремљена бежичном мрежном картицом (енгл. WNIC - Wireless Network Interface Card) која представља основни комуникациони уређај. Постоје две категорије станица: бежични клијенти и приступне тачке (енгл. Access Point - AP).
Бежични клијент може бити било који преносиви уређај који може да се преко бежичне мрежне картице веже у бежичну мрежу и користи њене ресурсе попут Интернета, приступа дељивим подацима на серверу, приступ мрежном штампачу и слично. Бежични клијенти могу бити уређаји као што су лаптоп рачунари, IP телефони (за телефонирање преко Интернета) и било који непомични сервер-рачунар или радна станица опремљена бежичном картицом.
Приступна тачка је базна станица која бежичне клијенте који су јој додељени повезује у бежичну мрежу. Она управља доделом радио канала и посредује у преносу података између клијената. Приступна тачка има могућност да се преко етернет (енгл. Ethernet) прикључка веже на жичану мрежу. Оваква веза омогућава размену података између бежичних клијената и сервера или радних станица који чине жичану мрежу. У складу са тим приступна тачка поред бежичне мрежне картице мора да садржи и класичну етернет картицу намењену комуникацији у жичаној мрежи. Оваква улога приступне тачке представља њен основни мод рада. Према потреби, приступна тачка се може конфигурисати да ради у неком специјалном моду као што су мод рада као репетитор, мод рада као мост и мод рада као обичан бежични клијент.

## Типови
Постоје пет типова бежичног умрежавања:
- Лична рачунарска мрежа
- Локална рачунарска мрежа
- Градска рачунарска мрежа
- Регионална рачунарска мрежа
- Мрежа мобилних уређаја

### Лична рачунарска мрежа
Лична рачунарска мрежа (енгл. Personal area network - PAN) представља тип мреже на основу поделе рачунарских мрежа према простору који обухватају. Дијаметар ових мрежа је до неколико метара. Станице које их формирају укључују рачунаре, телефоне или PDA уређаје. Личне мреже могу бити повезане са магистролом рачунара путем USB или FireWire портова, а исто тако и бежичним технологијама, такве мреже су познате као бежичне личне мреже (Wireless PAN или WPAN). Неке технологије бежичних личних мрежа су: блутут, зигби и IrDA.

### Локална рачунарска мрежа
Локална рачунарска мрежа или  (енгл. Local Area Network - LAN) је скуп рачунара који су повезани у једну рачунарску мрежу, на релативно малом простору, као што су канцеларија, више канцеларија или зграда.
Ова мрежа може да броји два и више рачунара који су повезани на одређен начин. Неки периферни уређаји као што су штампачи, модеми и сл., такође се убрајају у ову мрежу.
Главна карактеристика локалних мрежа, по чему се оне разликују од мрежа на великим подручјима (WAN) јесте много већа брзина преноса података (реда 10 до 1.000 Mb/s) и непостојање потребе за закупљеним телекомуникационим водовима.
Најчешћи метод повезивања рачунара у локалној мрежи јесте кабловима (Етернет) или бежична мрежа.
Локална мрежа може, најчешће преко неког рутера, бити повезана са другим мрежама у већу WAN мрежу или директно преко провајдера на Интернет.

### Градска рачунарска мрежа
Градска рачунарска мрежа или  (енгл. Metropolitan area network - MAN) представља тип мреже на основу поделе рачунарских мрежа према простору који обухватају. Ради се о мрежама које обухватају веће области, најчешће на нивоу града (нпр. повезује пословнице једне банке у цијелом граду). Најчеће технологије које се користе при повезивању станица или мањих мрежа (локалних мрежа) су технологије бежичног преноса информација или оптичким влакнима. Ове мреже су познате још под називима MAN, градске мреже или мреже градског подручја.

### Регионална рачунарска мрежа
Регионална рачунарска мрежа или акроним WAN од (енгл. Wide Area Network) (Рачунарска мрежа широког подручја у слободном преводу) је рачунарска мрежа која покрива шире подручје - града, региона или државе.
Понекад се израз WAN користи за мрежу које користи рутере и јавне комуникационе везе.
Регионална мрежа се користи за повезивање различитих локалних рачунарских мрежа тако да омогућује комуникацију између корисника и рачунара у различитим мрежама.
WAN се гради за потребе једне или више компанија или појединца или за потребе интернет провајдера који је користе како би омогућили приступ интернету локалним мрежама и појединим рачунарима. Може бити изграђен помоћу изнајмљених мрежа који преко рутера повезују више локалних мрежа или локалној мрежи омогућавају везу за Интернет. Како су изнајмљене линије прилично скупе за WAN се често користи неки од система комутирања пакета. Мрежни протоколи, као што су TCP/IP омогућавају транспорт и адресне функције.
Протоколи као што су SONET/SDH, MPLS, ATM и Frame relay се често користе како би омогућили функционисање WAN. У раним фазама за реализацију WAN коришћен је X.25 протокол који се сматра претечом Frame relay протокола.
Брзина преноса код ових мрежа су се кретале од 1.200b/s до 6 Mbit/s, мада неке везе код ATM или код изнајмљених линија могу достићи брзине и до 156 Mb/s. Најчешће коришћене комуникационе везе код WAN су телефонске линије, бежични пренос - wireless и сателитски канали.
У ређим случајевима се корисници због смањења трошкова одлучују за формирање VPN како би повезали своје локалне мреже и на тај начин креирали WAN .

### Мрежа мобилних уређаја
Мрежа мобилних уређаја (енгл. Mobile devices networks) рутински преноси податке у додатку са разговором.

## Врсте бежичних мрежа
- -  стандард
- -  стандард
- -  стандард
- - Комисија за комуникације